# Risoluzione 192 del Consiglio di sicurezza delle Nazioni Unite
La risoluzione 192 del Consiglio di sicurezza delle Nazioni Unite, adottata all'unanimità il 20 giugno 1964, dopo un rapporto del Segretario Generale riguardante la Forza di mantenimento della pace delle Nazioni Unite a Cipro, ha riaffermato le risoluzioni 186 e 187 ed ha esteso lo stazionamento della Forza, stabilita da quelle risoluzioni, per un ulteriore periodo di 3 mesi, con data conclusiva il 26 settembre 1964.